# Adolfo Giaquinto
Adolfo Giaquinto (Napoli, 25 ottobre 1846 – Roma, 28 giugno 1937) è stato un poeta, cuoco, giornalista e paroliere italiano.

## Biografia
Figlio dei napoletani Antonio e Amalia Cicciarella, Adolfo Giaquinto visse fin dall'infanzia a Roma, dove la sua famiglia si era trasferita nel gennaio del 1848, quando egli aveva appena tre mesi. Qui compì gli studi inferiori e iniziò, spinto dal padre, quelli musicali. Tuttavia Adolfo non amava il pianoforte e riuscì alla fine a convincere il genitore a mandarlo come apprendista presso il rinomato ristorante romano Spilmann.
Per la cucina aveva una spiccata propensione e lo dimostrò affermandosi in pochi anni come uno dei cuochi più ricercati della città, conteso dai ristoranti più in vista di Roma, nonché da alcune tra le più importanti famiglie patrizie romane (tra cui Sforza Cesarini, Doria, Lavaggi, Fiano, Taverna). In seguito all'Unità d'Italia, conquistò fama nazionale  (si ricorda che fu peraltro zio paterno di Ada Boni) grazie a fortunati libri di ricette, all'invenzione dell'allora famoso estratto di carne Excelsior e alla collaborazione a Il Messaggero per il quale, a partire dalla fondazione nel 1903 e fino alla sua morte, fu direttore e animatore de Il Messaggero della cucina. Rivista di gastronomia casalinga.
Da giornalista collaborò anche con La Tribuna, come con tutti i principali periodici romaneschi dell'epoca, satirici e non: Ghetanaccio, Il Mattacchione, Il Tribuno ma soprattutto, a partire dalla (ri)fondazione nel 1887, sul Rugantino di Giggi Zanazzo, seguendolo nel 1897 al Rugantino de Roma in dialetto romanesco (presto ribattezzato Casandrino), che vide tra i suoi collaboratori Nino Ilari, Aldo Chierici, il giovane Trilussa, Francesco Sabatini e l'illustratore Ottavio Rodella. Nel 1902 fondò, assieme a E. Francati e G. Raponi, il foglio dialettale Marforio. Su di essi pubblicò le sue poesie, firmate con vari pseudonimi tra i quali Taglia Cappotto, Er Bocio, Adorfo Già-Sesto, Adorfetto. Poeta versatile e arguto, non vi fu avvenimento di qualche importanza della storia cittadina romana nel periodo compreso tra il 1880 ed il 1900, che egli non raccontasse nelle sue poesie vernacolari, assumendo così il ruolo di poeta-cronista della Roma di quei tempi. Tra le sue poesie sono degni di nota i versi in dialetto cispatano, il linguaggio dei poveri immigrati abruzzesi, marchigiani, laziali nella Roma di fin de siècle.
Fu anche un apprezzato paroliere. Scrisse varie canzoni romanesche con le quali partecipò a diverse edizioni della festa di San Giovanni: La Tarmatella (vincitrice nell'audizione 1891, eseguita da Leopoldo Fregoli), Non m'aricordo più (1893), Brutt'impicci (1894), Lo famo pe' sbafà (1896), La painetta ar concerto de piazza Colonna (1898), Al burooo! (1908) a cui collaborarono, per la parte musicale, compositori di area romana tra cui L. A. Luzzi.

### Morte
Morì all'età di ottantanove anni. Il comune di Roma gli ha dedicato una strada nel quartiere di Torre Spaccata.

## Opere

### Scritti culinari
- La cucina di famiglia. Raccolta di ricette pratiche e consigli per ben cucinare, Roma, Tipografia della Minerva, 1899.
- Cucina per malati e convalescenti, Roma, Stabilimento Cromo-Tipografico Carlo Colombo, 1902.
- Il pesce nella cucina casalinga ovvero l'arte di conoscere e cucinare il pesce con esteso ricettario di magro, Bracciano, Strabioli, 1910.
- I dolci in famiglia, Bracciano, Strabioli, 1914.
- Quaranta maniere di cucinare il coniglio, Bracciano, Strabioli, 1916.
- Raccolta completa della cucina di famiglia. Opera arricchita di nuovo ed esteso ricettario pratico di cucina, di conserve alimentari e per cucinare il coniglio, 6ª edizione, Bracciano Tip. Romana, C. Strabioli, 1917 (edizione definitiva).
- Mangiar bene per viver bene. Consigli e ricette pratiche per la cucina buona, semplice e facile, applicata all'igiene ed alla praticità della vita, [Roma], [s.n.], [192].

### Poesie
- Mosca Tomasso. Bojerie romanesche e cispatane, Roma, Stab. Zincotipografico Romano, 1890.
- La satira romanesca. Raccolta di sonetti romaneschi e cispatani, Roma, Perino, 1894, 3 voll.
- La riapertura der baraccone. Sonetti, Roma, Edoardo Perino|Perino, 1895.
- Li fanatichi pe' ll'acqua santa. Sonetti, Roma, Tip. dell'Opinione, 1896.
- Villeggiature, bagni e… micragna!, Roma, Lanfranchi e Rossi, 1896.
- Puncicature. Nuova raccolta di poesie romanesche e cispatane, Roma, Voghera, 1899.
- La verità e la bucìa, Bracciano 1907.
- Poesie dialettali, Bracciano, Tip. Romana frat. Strabioli, 1909.
- Birbonate allegre. Nuova raccolta di prose e poesie umoristiche per adulti e signorine, Bracciano, Tip. Frat. Strabioli, 1920.
- Roma de ieri. Scenette umoristiche dal vero, Roma, Modernissima, 1932.[1]

### Prose
- Il libro del buon umore. Raccolta di prose umoristiche e scene di pretura, Roma, Tipografia ditta f.lli Pallotta, 1918.
- Birbonate allegre, Bracciano, Strabioli, 1920.[1]

### Traduzioni
- Chantecler di Edmond Rostand, Milano, 1920.[1]